# Wing (Dakota del Norte)
Wing es una ciudad ubicada en el condado de Burleigh en el estado estadounidense de Dakota del Norte. En el censo de 2010 tenía una población de 152 habitantes y una densidad poblacional de 100,15 personas por km².

## Geografía
Wing se encuentra ubicada en las coordenadas 47°8′33″N 100°16′59″O / 47.14250, -100.28306. Según la Oficina del Censo de los Estados Unidos, Wing tiene una superficie total de 1.52 km², de la cual 1.52 km² corresponden a tierra firme y (0%) 0 km² es agua.

## Demografía
Según el censo de 2010, había 152 personas residiendo en Wing. La densidad de población era de 100,15 hab./km². De los 152 habitantes, Wing estaba compuesto por el 94.08% blancos, el 0% eran afroamericanos, el 2.63% eran amerindios, el 0% eran asiáticos, el 0% eran isleños del Pacífico, el 0% eran de otras razas y el 3.29% pertenecían a dos o más razas. Del total de la población el 0.66% eran hispanos o latinos de cualquier raza.